# Parque nacional y reserva marina Bacalar Chico
El Parque nacional y reserva marina Bacalar Chico (en inglés: Bacalar Chico National Park and Marine Reserve) es un área protegida y Patrimonio de la Humanidad de la UNESCO sobre la parte norte de Cayo Ambergris en Belice.
El parque tuvo sus inicios en la década de 1990 cuando el Grupo Broadhead trató de construir una comunidad de jubilados en el norte de Ambergris Caye. Una evaluación de impacto ambiental hecha por el Centro de Estudios Ambientales de Belice en la región de Bacalar Chico obtuvo una inusualmente alta biodiversidad para una isla de barrera. En 1995, con el Plan de Ordenación de Recursos Naturales y el Proyecto de Protección se desarrolló por primera vez un plan de gestión integral para los distintos conjuntos de vegetación dentro de Belice. Este plan recomendó específicamente el extremo norte de la isla para su inclusión sobre la base de los méritos de su ecosistema. En ese momento, los pescadores de San Pedro y la aldea continental de Sarteneja estuvieron cada vez más preocupados sobre el agotamiento acelerado de los recursos marinos en Ambergris Caye.
En 1995, la organización no gubernamental de San Pedro Instituto Ambiental Greenreef desarrolló un plan de gestión para la zona, y un año después Bacalar Chico fue reconocido oficialmente como un parque nacional y reserva marina . El parque permaneció protegida sólo de nombre en los primeros tres años.